# Холт, Бенджамин (предприниматель)

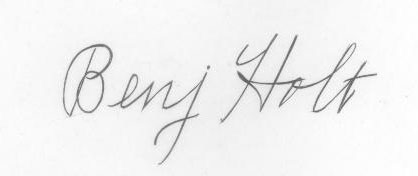
Подпись Бенджамина Холта

Бенджамин Холт (англ. Benjamin Leroy Holt; 1849—1920) — американский инженер и предприниматель, изобретатель первого гусеничного трактора (1904). Вместе со своими братьями основал компанию Holt Manufacturing Company.

## Биография
Родился 1 января 1849 года в городе Конкорд, штат Нью-Гэмпшир, и был самым младшим из четырёх братьев в семье из одиннадцати детей Уильяма Холта (англ. William Knox Holt) и его двух жён — Eliza Jane Virgin и Harriet Parker Ames. Отец был предпринимателем, владевшим лесопилкой. 
В 1864 году брат Бенджамина — Чарльз, поехал в Сан-Франциско, Калифорния, где основал компанию C. H. Holt and Co, которая стала выпускать деревянные колёса для повозок, а позже — стальных трамвайных колёс. Другие два брата — Уильям и Эймс, тоже поехали в 1871 году в Сан-Франциско и присоединились к Чарльзу. Деревянный брус для своего производства братья кораблями отправляли из Нью-Гэмпшира в Сан-Франциско. В 1869 году Бенджамин пошел работать на лесопилкe своего отца, отвечая за поставку дерева братьям в Сан-Франциско. В 23 года он получил долю в бизнесе и продолжил доставлять пиломатериалы из Нью-Гэпшира в Калифорнию. В 1875 году умерла его мать, а спустя восемь лет — отец. После смерти родителей младший из братьев покинул отчий дом и отправился в Калифорнию.
Бенджамин Холт прибыл в Калифорнию в 1883 году. Братья создали компанию Stockton Wheel Company в городе Стоктон, вложив в дело дополнительные $65 000. К этому году в принадлежащем компании трёхэтажном кирпичном здании и одноэтажном каркасном работало 25 наёмных работников. Бенджамин обладал техническими навыками и чутьём на новации. В то время бо́льшая часть окрестных полей, где выращивалась сельскохозяйственная продукция, находилась в долине реки Сан-Хоакин. Преимущественно здесь возделывали пшеницу. Для облегчения её производства, Бенджамин придумал свой первый конный комбайн «Link-Belt Combined Harvester». Эта машина использовала для передачи мощности от привода к ходовым колёсам гибкую цепно-ремённую передачу, а не шестерни, как это было раньше. Затем вместо конной тяги он стал использовать локомобиль.
В 1890 году Холт построил свой первый опытный двигатель на паровой тяге, назвав его «Old Betsy». В качестве топлива в нём можно было использовать дрова, уголь или нефть. Весил он 22 000 кг и передвигался на больших металлических колесах. Эти машины Холта стали применяться вместо конных комбайнов на уборке пшеницы и транспортировки брёвен на лесоразработках. В 1892 году для лесных работ он выпускал паровые трактора, способные тянуть 45 тонн груза со скоростью 3 мили в час (4,8 км/ч). Это был прорыв в переходе от живой тягловой силы. Бенджамин стал президентом вновь созданной компании Holt Manufacturing Company, производящей эти машины. Следующим его изобретением стал сельскохозяйственный комбайн, который мог работать на косогорье с уклоном до 30 градусов.
7 октября 1889 года умер его брат Эймс. В течение следующих пяти лет умерли оставшиеся два брата. Бенджамин остался один во главе их бизнеса. Впоследствии он стал автором свыше 100 патентов на гусеничный трактор. В начале XX века центром инноваций являлась Англия, и в 1903 году Холт отправился туда, чтобы узнать о текущих тенденциях развития техники. Вернувшись в Стоктон, он стал первым в разработке и применении непрерывных траков (гусениц) для использования в машинах при передвижении — тракторах. 24 ноября 1904 года на прилегающих к Стоктону полях он продемонстрировал первый в мире гусеничный трактор. Спустя некоторое время Холт зарегистрировал марку «Caterpillar», выпускаемую на собственном производстве Holt Manufacturing Company. Прорывом в использовании тракторов компании стало использование в 1909 году бензиновых двигателей вместо паровых.

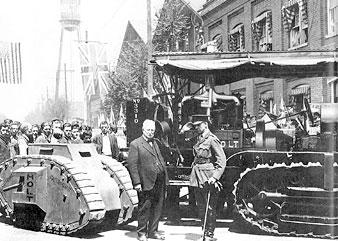
Холт (слева) и Суинтон рядом с трактором Холта и моделью британского танка. Стоктон, 1918 год

Во время Первой мировой войны тракторы Холта использовались вместо лошадей, чтобы буксировать артиллерию и грузы. Его тракторы вдохновили английских и французских инженеров для создания танков, которые принципиально изменили ведение боевых действий. К 1916 году около 1000 гусеничных тракторов Холта были использованы англичанами в войне. К концу Первой мировой войны около 10 000 транспортных средств на гусеничном ходу применялось в войсках Антанты. 22 апреля 1918 года офицер британской армии полковник Эрнест Суинтон посетил Стоктон во время своего турне по США. Он прилюдно поблагодарил Бенджамина Холта и сотрудников его компании за их вклад в военные действия против Германии и её союзников в течение Первой мировой войны.
После окончания войны компания Холта кроме тракторов для сельского хозяйства приступила также к производству дорожно-строительной техники. 
Умер 5 декабря 1920 года в городе Стоктон, штат Калифорния, и был похоронен в семейном склепе на городском кладбище Stockton Rural Cemetery.
Спустя пять лет после смерти Бенджамина Холта, его компания Holt Caterpillar Company слилась с компанией C. L. Best Tractor Company, чтобы создать новое предприятие, которое в настоящее время известно как Caterpillar.

### Семья
В 1890 году Бенджамин женился на Анне Браун (англ. Anna W. Brown Holt, 1868—1952), дочери пионеров города Стоктона. У них было пятеро детей: Alfred, William Knox, Anne, Edison Ames и Benjamin Dean. Впоследствии Уильям унаследовал бизнес отца.